# Gandština
Gandština (nebo ganda či luganda, gandsky: oluganda) je hlavním jazykem Ugandy používaným více než šestnácti miliony Gandů a dalšími obyvateli Jižní Ugandy včetně hlavního města Kampaly. Patří mezi bantuské jazyky nigerokonžské jazykové rodiny.
S téměř sedmi miliony rodilými mluvčími v regionu Buganda a téměř deseti miliony ostatních jde o nejpoužívanější ugandský jazyk a druhý jazyk po angličtině před svahilštinou. Je používán v některých základních školách v Bugandě pro výuku angličtiny, základního oficiálního jazyka Ugandy. Do šedesátých let byla také oficiálním jazykem v základních školách Východní Ugandy.

## Příklady

### Číslovky
| Gandsky | Česky |
| emu     | jeden |
| bbiri   | dva   |
| ssatu   | tři   |
| nnya    | čtyři |
| ttaano  | pět   |
| mukaaga | šest  |
| musanvu | sedm  |
| munaana | osm   |
| mwenda  | devět |
| kkumi   | deset |